# Union Boxing Promotion
«Union Boxing Promotion» (UBP) — одна из крупнейших на Украине промоутерских компаний, созданная в Донецке в декабре 2002 года. Возглавляют UBP Геннадий Минович Узбек, Юрий Георгиевич Рубан и Дмитрий Васильевич Елисеев.
Главный тренер МС СССР Заслуженный тренер Украины — Черенков Валерий, 
старшие тренера МСМК Украины - Олег Ефимович и Владимир Ходаковский.
UBP проводит рейтинговые, титульные и чемпионские бои на территории Украины, а также организует поездки боксёров-профессионалов на турниры и тренировочные сборы, которые проходят за рубежом. Большое внимание UBP уделяет популяризации бокса на Украине, привлечению в профессиональный бокс талантливых и перспективных боксёров.
По состоянию на апрель 2013 года боксеры UBP завоевали 36 чемпионских титулов по разным версиям профессиональных боксёрских ассоциаций. Общее количество завоёванных и защищённых титулов — 95.
По оценке Международной боксёрской федерации (IBF) «Union Boxing Promotion» признана лучшей промоутерской компанией 2005 года в Европе. На ежегодной конвенции WBC президент компании Юрий Рубан был признан лучшим промоутером года по версии WBC Youth.
На 18 декабря 2012 года (10-летний юбилей компании) боксёры UBP провели на профессиональном ринге 378 поединков с атлетами из 48 стран мира, из которых 350 выиграли, причём более 186 побед было одержали нокаутом, завоевали 48 чемпионских поясов, успешно подтвердили 89 титулов.

## Хронология проведения международных турниров под эгидой UBP
| Дата                | Название                 | Место проведения                    | Примечания |
| ------------------- | ------------------------ | ----------------------------------- | --- |
| 8 февраля 2020 г.   |                          | Киев, КВЦ «Парковый»                | бой за титул чемпиона мира по версии WBA (Артем Далакян — Хосбер Перес) |
| 15 июня 2019 г.     |                          | Киев, КВЦ «Парковый»                | бой за титул чемпиона мира по версии WBA (Артем Далакян — Саравут Таворнхам) |
| 15 декабря 2018 г.  |                          | Киев, КВЦ «Парковый»                | бой за титул чемпиона мира по версии WBA (Артем Далакян — Грегорио Леброн) |
| 17 июня 2018 г.     |                          | Киев, КВЦ «Парковый»                | бой за титул чемпиона мира по версии WBA (Артем Далакян — Сиричаи Таийен) |
| 20 января 2018 г.   |                          | Киев, КВЦ «Парковый»                | бой за титул «WBA Continental» (Александр Егоров — Кристиан Родригес) |
| 22 апреля 2017 г.   |                          | Киев, КВЦ «Парковый»                | бой за титул «WBA Continental» (Артем Далакян — Луис Мануэль Маcиас), бой за титул «WBA Continental» (Александр Егоров — Лукас Рафаэль Баез), бой за титул «WBA Continental» (Олег Ефимович — Урбано Джулиани) |
| 6 ноября 2016 г.    |                          | Киев, КВЦ «Парковый»                | бой за титул «WBA Continental» (Артем Далакян — Йозеф Айтая), бой за титул «WBA Continental» (Александр Егоров — Давид Санчез), бой за титул «WBA Continental» (Олег Ефимович — Мартин Парлаги) |
| 14 мая 2016 г.      |                          | Киев, КВЦ «Парковый»                | бой за титул «WBA Continental» (Артем Далакян — Сильвио Ольтеану), бой за вакантный титул «WBA Continental» (Александр Егоров — Андрей Исаев), бой за титул «WBA Continental» (Олег Ефимович — Сорин Танаси) |
| 5 декабря 2015 г.   |                          | Киев, Stereo Plaza                  | бои за вакантный титул чемпиона по версии EBU и титул «WBA Continental» (Олег Ефимович — Рудди Энкарнасьйон) |
| 17 июля 2015 г.     |                          | Киев, Павильон «АККО International» | бои за вакантный титул «WBA Continental» (Артем Далакян — Анхель Морено, Олег Ефимович — Туомо Эронен) |
| 24 августа 2013 г.  |                          | Донецк, «Донбасс Арена»             | бой за титул «Временного чемпиона по версии WBA» (Стас Каштанов — Хайме Барбоса), бой за титул интернационального чемпиона по версии WBA» (Артем Далакян — Хуан Пурисима), бой за титул «интерконтинентального чемпиона WBA» (Александр Грищук — Джейсон Каной), бой за вакантный титул «WBA Continental super welterweight title» (Артем Карпец — Тобиа Джузеппе Лорига), бой за титул интерконтинентального чемпиона мира по версии WBA (Олег Ефимович — Луис Армандо Хуарес) |
| 5 апреля 2013 г.    | «Pro Boxing Show — XIII» | Донецк, ДВУОР                       | Международный профессиональный турнир, бой за титул «Vacant Ukraine super bantamweight title» (Александр Егоров — Дмитрий Аушев), бой за титул «Vacant WBA International flyweight title» (Артем Далакян — Давид Каналаш), бой за титул «Vacant WBA Inter-Continental flyweight title» (Александр Грищук — Габор Молнар) |
| 10 ноября 2012 г.   | «Pro Boxing Show — XII»  | Донецк, ДС «Дружба»                 | Международный профессиональный турнир, бои за титул интерконтинентального чемпиона мира по версии WBA (Киладзе Яго — Исмаил Абдул, Олег Ефимович — Франклин Теран), бой за титул «interim WBA World title» (Станислав Каштанов — Сервер Эмурлаев) |
| 29 апреля 2012 г.   | «Pro Boxing Show — XI»   | Донецк, «Донбасс Арена»             | Международный профессиональный турнир, бой за титул чемпиона мира по версии WBA (Вячеслав Сенченко — Пол Маллигнаги, бои за титул интерконтинентального чемпиона мира по версии WBA (Яго Киладзе — Жюльен Перрио, Олег Ефимович — Серхио Карлос Сантилан), бой за титул интернационального чемпиона мира по версии WBA (Андрей Кудрявцев — Самир Зиани), бой за титул «International Boxing Council title» (Владимир Кравец — Абдулла Соукона)                                  |
| 10 января 2012 г.   | «Pro Boxing Show — X»    | Донецк, ДС «Дружба»                 | Международный профессиональный турнир, бой за титул интерконтинентального чемпиона мира по версии WBA (Яго Киладзе — Йозеф Наги) |
| 26 августа 2011 г.  | «Pro Boxing Show — IX»   | Донецк, «Донбасс Арена»             | Международный профессиональный турнир, бой за титул чемпиона мира по версии WBA (Вячеслав Сенченко — Марко Антонио Авендано, Кароль Балжай — Станислав Каштанов), бой за титул чемпиона Украины |
| 14 января 2011 г.   | «Pro Boxing Show — VIII» | Донецк, цирк «Космос»               | Международный профессиональный турнир, бой за титул интерконтинентального чемпиона мира и чемпиона Европы по версии WBA |
| 30 августа 2010 г.  | «Pro Boxing Show — VII»  | Донецк, площадь им. Ленина          | 55-й юбилейный турнир UBP, международный профессиональный турнир, бой за титул чемпиона мира по версии IBC (Владимир Кравец — Тарик Мадни), бой за титул чемпиона WBA (Вячеслав Сенченко — Чарли Хосе Наварро), бой за звание чемпиона Европы по версии EBU |
| 20 февраля 2010 г.  | «Pro Boxing Show — VI»   | Донецк, ДС «Дружба»                 | Международный профессиональный турнир, бой за звание чемпиона Европы по версии EBU в полулёгком весе между действующим обладателем пояса Олегом Ефимовичем (Украина, «UBP», 17-1-0) и официальным претендентом Андреем Исаевым (Беларусь, 22-1-0) |
| 3 октября 2009 г.   | «Pro Boxing Show — V»    | Донецк, ДС «Дружба»                 | Международный профессиональный турнир, бой за титул чемпиона WBA (Вячеслав Сенченко — Мотоки Сасаки), бой за звание чемпиона Европы по версии EBU |
| 10 апреля 2009 г.   | «Pro Boxing Show — IV»   | Донецк, ДС «Дружба»                 | Международный профессиональный турнир, бой за титул чемпиона WBA (Вячеслав Сенченко — Юрий Нужненко), бой за звание чемпиона Европы по версии EBU |
| 29 ноября 2008 г.   | «Pro Boxing Show — III»  | Донецк, ДС «Дружба»                 | Международный профессиональный турнир, бой за звание чемпиона Европы по версии EBU, бой за титул интерконтинентального чемпиона WBA |
| 8 июля 2008 г.      | «Pro Boxing Show — II»   | Донецк, ДС «Дружба»                 | Международный профессиональный турнир, бой за титул чемпиона Украины (Андрей Кудрявцев — Денис Тупиленко), бой за титул чемпиона Европа среди стран не входящих в ЕС (Юрий Воронин — Стаса Мердова), бой за звание официального претендента на титул чемпиона Мира WBA (Фредерик Клозе — Вячеслав Сенченко), бой за звание чемпиона Европы по версии EBU (Олегом Ефимовичем — Серхио Бланко)                                                                                    |
| 25 марта 2008 г.    | «Pro Boxing Show»        | Донецк, ДС «Дружба»                 | Международный профессиональный турнир, первый турнир под брендом «Pro Boxing Show», бой за титул Чемпиона Мира среди молодежи по версии WBC (Станислав Каштанов — Жоилсон Морайес да Силва), бой за звание Интерконтинентального чемпиона WBA (Вячеславу Сенченко — Стюарту Эрвеллу), бой за титул Интерконтинетального чемпиона WBO (Олег Ефимович — Хуан Гарсия Мартин), международный рейтинговый поединок (Андрей Кудрявцев — Мартино Чиано)                                |
| 15 декабря 2007 г.  | «Victory»                | Донецк, ДС «Дружба»                 | Международный профессиональный турнир, 3 титульных поединка: бой за вакантный пояс Чемпиона Европы EEEU (Андрей Кудрявцев — Арам Рамазян), бой за титул Интерконтинентального чемпиона по версии WBO (Юрий Воронин — Олег Ефимович), бой за пояс чемпиона Европы EEEU и пояс Интерконтинентального чемпиона WBA (Виктор Сидоренко — Вячеслав Сенченко) |
| 21 августа 2007 г.  | «Фавориты ринга»         | Донецк, площадь им. Ленина          | Международный профессиональный турнир, 5 титульных поединков; впервые в Украине турнир проведён под открытым небом |
| 17 апреля 2007 г.   | «Гладиаторы ринга»       | Донецк, цирк «Космос»               | Международный профессиональный турнир, впервые в Украине транслировался каналом «Eurosport» в прямом эфире |
| 9 марта 2007        | «VIVAT БОКС»             | Донецк, цирк «Космос»               | Международный профессиональный турнир, посвящённый 75-летию Донбасса |
| 23 декабря 2006 г.  | «Вызов»                  | Донецк, ДС «Дружба»                 | Международный профессиональный турнир, посвящённый 75-летию Донбасса и 5-летию UBP |
| 21 июля 2006        | «БУМ-БОКС»               | Донецк, ДС «Дружба»                 | Международный профессиональный турнир |
| 28 февраля 2006     | «Атака»                  | Донецк, ДС «Дружба»                 | Международный профессиональный турнир |
| 14 января 2005      | «НОК-АУТ»                | Донецк, ДС «Дружба»                 | Международный профессиональный турнир |
| 22 сентября 2004 г. | «Адреналин»              | Донецк, ДС «Дружба»                 | Международный профессиональный турнир |
| 23 июня 2004        | «Нерушимая стена»        | Донецк, ДС «Дружба»                 | Международный профессиональный турнир |
| 8 апреля 2004       | «Чистый Четверг»         | Донецк, ДС «Дружба»                 | Международный профессиональный турнир |
| 12 декабря 2003 г.  |                          | Донецк, ДС «Дружба»                 | Международный профессиональный турнир |
| 12 сентября 2003    |                          | Донецк, ДМ «Юность»                 | Международный профессиональный турнир |
| 1 июля 2003         |                          | Донецк, ДМ «Юность»                 | Международный профессиональный турнир |
| 22 февраля 2003     |                          | Харьков, Цирк                       | Международный профессиональный турнир |
| 29 ноября 2002 г.   |                          | Харьков, цирк                       | Международный профессиональный турнир |
| 15 июня 2002        | «Летний гром»            | Г. Донецк, ДС «Дружба»              | Международный профессиональный турнир |
| 16 февраля 2002     |                          | Донецк, ДС «Дружба»                 | Международный профессиональный турнир |

## Боксёры выступающие под эгидой компании
- Олег Ефимович
- Александр Егоров
- Артем Далакян
- Игорь Кудрицкий
- Игорь Магурин
- Тимур Брыков
- Дмитрий Сергута
- Олексій Єфимчук